# AFC Champions League 2016
De AFC Champions League 2016 is de 14e editie van de AFC Champions League, een jaarlijks voetbaltoernooi voor clubs uit Azië, georganiseerd door de Aziatische voetbalbond AFC. Guangzhou Evergrande is de titelverdediger. De winnaar plaatst zich voor het WK voor clubs 2016.

## Algemene info

### Deelnemers per land
In totaal nemen 45 teams uit 17 landen deel aan de AFC Champions League. Een ranglijst, in 2014 geïntroduceerd, bepaalt hoeveel teams er uit elk land mee mogen doen. Landen in de top-24 mogen teams afvaardigen voor de Champions League. Teams uit lager geklasseerde landen doen mee aan de AFC Cup.
De 24 landen zijn verdeeld in twee regio's (Oost- en West-Azië) met elk twaalf landen. In beide regio's werden de plaatsen op dezelfde manier verdeeld. Dit gebeurde op de volgende manier:
- Van de top-2 kwalificeerden zich vier teams (drie in de groepsfase en een in de kwalificaties).
- Van de nummers 3 en 4 kwalificeerden zich eveneens vier teams (twee in de groepsfase en twee in de kwalificaties).
- Van de nummer 5 kwalificeerden zich drie teams (een in de groepsfase en twee in de kwalificaties).
- Van de nummer 6 kwalificeerden zich twee teams (een in de groepsfase en een in de kwalificaties).
- Van de overige zes landen kwalificeerde zich één team (in de kwalificaties).

Er konden per land niet meer teams deelnemen dan een derde van het aantal teams in de hoogste klasse.
De top-24 van de ranglijst was als volgt:
| Nr. | Land                         | Regio     | Punten | Teams   |
| --- | ---------------------------- | --------- | ------ | ------- |
| 1   | Rep. Korea                   | Oost (1)  | 94,866 | 4 (3+1) |
| 2   | Saoedi-Arabië                | West (1)  | 88,268 | 4 (3+1) |
| 3   | Iran                         | West (2)  | 80,794 | 4 (3+1) |
| 4   | Japan                        | Oost (2)  | 77,107 | 4 (3+1) |
| 5   | Oezbekistan                  | West (3)  | 62,272 | 4 (3+1) |
| 6   | Australië                    | Oost (3)  | 59,940 | 4 (2+1) |
| 7   | Verenigde Arabische Emiraten | West (4)  | 57,792 | 4 (2+2) |
| 8   | China                        | Oost (4)  | 57,660 | 4 (2+2) |
| 9   | Qatar                        | West (5)  | 56,103 | 3 (1+2) |
| 10  | Irak                         | West (6)  | 47,106 | geen    |
| 11  | Kuweit                       | West (7)  | 45,423 | geen    |
| 12  | Jordanië                     | West (8)  | 44,309 | 1 (0+1) |
| 13  | Thailand                     | Oost (5)  | 33,049 | 3 (1+2) |
| 14  | Oman                         | West (9)  | 30,586 | geen    |
| 15  | Vietnam                      | Oost (6)  | 27,753 | 2 (1+1) |
| 16  | Bahrein                      | West (10) | 25,547 | geen    |
| 17  | Libanon                      | West (11) | 25,043 | geen    |
| 18  | Indonesië                    | Oost (7)  | 25,004 | geen    |
| 19  | Syrië                        | West (12) | 22,883 | geen    |
| 20  | Hongkong                     | Oost (8)  | 20,077 | 1 (0+1) |
| 21  | Myanmar                      | Oost (9)  | 18,949 | 1 (0+1) |
| 22  | Maleisië                     | Oost (10) | 18,153 | 1 (0+1) |
| 23  | India                        | Oost (11) | 16,756 | 1 (0+1) |
| 24  | Singapore                    | Oost (12) | 16,097 | 1 (0+1) |

- Indonesië en Koeweit mochten geen deelnemer inschrijven, omdat de nationale bonden geschorst waren door de FIFA.
- De teams in Irak, Oman, Bahrein, Libanon en Syrië voldeden niet aan de eisen.
- De derde Oezbeekse deelnemer hoefde pas in de groepsfase in te stromen, omdat er geen Iraakse teams deelnamen.
- Australië mocht met slechts drie deelnemers meedoen, omdat de nationale competitie negen Australische ploegen telde.[4]

### Data
Het schema voor de kwalificaties werd bepaald op basis van de stand op de AFC-Ranglijst. De loting voor de groepsfase en de achtste finales vond plaats in het Hilton Petaling Jaya in Kuala Lumpur, Maleisië.
Tijdens elke ronde (tot en met de halve finales) kunnen teams uit West- en Oost-Azië elkaar niet treffen.
| Fase          | Ronde            | Datum loting     | Heenwedstrijd           | Terugwedstrijd          |
| ------------- | ---------------- | ---------------- | ----------------------- | ----------------------- |
| Kwalificaties | Eerste voorronde | geen loting      | 27 januari 2016         | 27 januari 2016         |
| Kwalificaties | Tweede voorronde | geen loting      | 2 februari 2016         | 2 februari 2016         |
| Kwalificaties | Play-offronde    | geen loting      | 9 februari 2016         | 9 februari 2016         |
| Groepsfase    | Wedstrijddag 1   | 10 december 2015 | 23 en 24 februari 2016  | 23 en 24 februari 2016  |
| Groepsfase    | Wedstrijddag 2   | 10 december 2015 | 1 en 2 maart 2016       | 1 en 2 maart 2016       |
| Groepsfase    | Wedstrijddag 3   | 10 december 2015 | 15 en 16 maart 2016     | 15 en 16 maart 2016     |
| Groepsfase    | Wedstrijddag 4   | 10 december 2015 | 5 en 6 april 2016       | 5 en 6 april 2016       |
| Groepsfase    | Wedstrijddag 5   | 10 december 2015 | 19 en 20 april 2016     | 19 en 20 april 2016     |
| Groepsfase    | Wedstrijddag 6   | 10 december 2015 | 3 en 4 mei 2016         | 3 en 4 mei 2016         |
| Knock-outfase | Achtste finales  | 10 december 2015 | 17 en 18 mei 2016       | 24 en 25 mei 2016       |
| Knock-outfase | Kwartfinales     | N.n.b.           | 23 en 24 augustus 2016  | 13 en 14 september 2016 |
| Knock-outfase | Halve finales    | N.n.b.           | 27 en 28 september 2016 | 18 en 19 oktober 2016   |
| Knock-outfase | Finale           | N.n.b.           | 19 november 2016        | 26 november 2016        |

## Teams
Onderstaande tabel geeft alle deelnemers aan deze editie weer, toont in welke ronde de club van start ging of gaat en op welke manier ze zich hebben geplaatst.

### Oost-Azië
| Hoofdtoernooi (12+4)       | Hoofdtoernooi (12+4)    | Hoofdtoernooi (12+4)    | Hoofdtoernooi (12+4)            |
| -------------------------- | ----------------------- | ----------------------- | ------------------------------- |
| Jeonbuk Hyundai Motors FC  | Kampioen                | Melbourne Victory FC    | Eerste in competitie + Kampioen |
| FC Seoul                   | Bekerwinnaar            | Sydney FC               | Tweede in competitie            |
| Suwon Bluewings FC         | Nummer 2                | Guangzhou Evergrande FC | Kampioen                        |
| Sanfrecce Hiroshima        | Kampioen                | Jiangsu Suning FC       | Bekerwinnaar                    |
| Gamba Osaka                | Bekerwinnaar + Nummer 2 | Buriram United FC       | Kampioen + Bekerwinnaar         |
| Urawa Red Diamonds         | Nummer 3                | Bình Dương FC           | Kampioen + Bekerwinnaar         |
| Play-offronde (4+4)        |                         |                         |                                 |
| FC Pohang Steelers         | Nummer 3                | Adelaide United FC      | Derde in competitie             |
| FC Tokyo                   | Nummer 4                | Shanghai SIPG FC        | Nummer 2                        |
| Tweede voorronde (7+1)     |                         |                         |                                 |
| Shandong Luneng Taishan FC | Nummer 3                | Kitchee SC              | Kampioen                        |
| Muangthong United FC       | Nummer 2                | Yangon United FC        | Kampioen                        |
| Chonburi FC                | Nummer 4                | Johor Darul Ta'zim FC   | Kampioen                        |
| Hà Nội T&T FC              | Nummer 2                |                         |                                 |
| Eerste voorronde (2)       |                         |                         |                                 |
| Mohun Bagan AC             | Kampioen                | Tampines Rovers FC      | Nummer 2                        |

### West-Azië
| Hoofdtoernooi (12+4) | Hoofdtoernooi (12+4)        | Hoofdtoernooi (12+4)   | Hoofdtoernooi (12+4)    |
| -------------------- | --------------------------- | ---------------------- | ----------------------- |
| Al-Nassr FC          | Kampioen                    | Paxtakor FK            | Kampioen                |
| Al-Hilal FC          | Winnaar King Cup + Nummer 3 | FK Nasaf               | Bekerwinnaar + Nummer 3 |
| Al-Ahli SFC          | Nummer 2                    | Lokomotiv Toshkent PFK | Nummer 2                |
| Sepahan FC           | Kampioen                    | Al-Ain FC              | Kampioen                |
| Zob Ahan FC          | Bekerwinnaar                | Al-Nasr SC             | Bekerwinnaar            |
| Tractor Sazi FC      | Nummer 2                    | Lekhwiya SC            | Kampioen                |
| Play-offronde (8)    |                             |                        |                         |
| Ittihad FC           | Nummer 4                    | Al-Shabab Club         | Nummer 3                |
| Naft Tehran FC       | Nummer 3                    | Al-Sadd SC             | Bekerwinnaar + Nummer 2 |
| Bunyodkor PFK        | Nummer 4                    | El Jaish SC            | Nummer 3                |
| Al-Jazira Club       | Nummer 2                    | Al-Wehdat SC           | Kampioen                |

## Kwalificaties

### Eerste voorronde
In de eerste voorronde speelden twee teams uit Oost-Azië voor één plaats in de tweede voorronde. De wedstrijd werd gespeeld op 27 januari.
| Thuisploeg     | Score | Uitploeg           |
| -------------- | ----- | ------------------ |
| Mohun Bagan AC | 3 – 1 | Tampines Rovers FC |

|                                      |                                      |                                   |                    |                                                                                                  |
| 27 januari 2016 19:00 uur (UTC+5:30) | Mohun Bagan AC                       | 3 – 1                             | Tampines Rovers FC | Yuva Bharati Krirangan, Calcutta Toeschouwers: 12.640 Scheidsrechter: Jarred Gillett (Australië) |
| 27 januari 2016 19:00 uur (UTC+5:30) | Jeje Lalpekhlua 6' Glen 42' Yusa 84' | Verslag (AFC) Verslag (Soccerway) | 44' Yasir          | Yuva Bharati Krirangan, Calcutta Toeschouwers: 12.640 Scheidsrechter: Jarred Gillett (Australië) |

### Tweede voorronde
In de tweede voorronde speelde de winnaar van de eerste voorronde plus zeven teams die in deze ronde instromen voor vier plaatsen in de play-offronde. De wedstrijden werden gespeeld op 2 februari.
| Thuisploeg                 | Score                   | Uitploeg              |
| -------------------------- | ----------------------- | --------------------- |
| Chonburi FC                | 3 – 2 (n.v.)            | Yangon United FC      |
| Shandong Luneng Taishan FC | 6 – 0                   | Mohun Bagan AC        |
| Muangthong United FC       | 0 – 0 n.v. (3 – 0 n.s.) | Johor Darul Ta'zim FC |
| Hà Nội T&T FC              | 1 – 0                   | Kitchee SC            |

|                                   |                                                                 |                                   |                | |
| 2 februari 2016 15:00 uur (UTC+8) | Shandong Luneng Taishan FC                                      | 6 – 0                             | Mohun Bagan AC | Jinan Olympisch Stadion, Jinan Toeschouwers: 15.109 Scheidsrechter: Mohanad Qasim Eesee Sarray (Irak) |
| 2 februari 2016 15:00 uur (UTC+8) | Montillo 24' Tardelli 40' Yang 55', 69' Zheng 76' Wang Y.P. 88' | Verslag (AFC) Verslag (Soccerway) |                | Jinan Olympisch Stadion, Jinan Toeschouwers: 15.109 Scheidsrechter: Mohanad Qasim Eesee Sarray (Irak) |

|                                   |               |                                   |            |                                                                                  |
| 2 februari 2016 18:00 uur (UTC+7) | Hà Nội T&T FC | 1 – 0                             | Kitchee SC | Hàng Đẫystadion, Hanoi Toeschouwers: 1500 Scheidsrechter: Yudai Yamamoto (Japan) |
| 2 februari 2016 18:00 uur (UTC+7) | Gonzalo 61'   | Verslag (AFC) Verslag (Soccerway) |            | Hàng Đẫystadion, Hanoi Toeschouwers: 1500 Scheidsrechter: Yudai Yamamoto (Japan) |

|                                   |                                           |                                   |                              |                                                                                        |
| 2 februari 2016 19:00 uur (UTC+7) | Chonburi FC                               | 3 – 2 (n.v.)                      | Yangon United FC             | Chonburistadion, Chonburi Toeschouwers: 3886 Scheidsrechter: Abdulrahman Abdou (Qatar) |
| 2 februari 2016 19:00 uur (UTC+7) | Anderson 63' Suttinan 81' Kroekrit 105+1' | Verslag (AFC) Verslag (Soccerway) | 19' Fernandes 79' Kyaw Ko Ko | Chonburistadion, Chonburi Toeschouwers: 3886 Scheidsrechter: Abdulrahman Abdou (Qatar) |

|                                   |                                   |              |                                    |                                                                                             |
| 2 februari 2016 19:30 uur (UTC+7) | Muangthong United FC              | 0 – 0 (n.v.) | Johor Darul Ta'zim FC              | Thunderdomestadion, Pak Kret Toeschouwers: 11.446 Scheidsrechter: Kim Sang-woo (Rep. Korea) |
| 2 februari 2016 19:30 uur (UTC+7) | Verslag (AFC) Verslag (Soccerway) |              |                                    | Thunderdomestadion, Pak Kret Toeschouwers: 11.446 Scheidsrechter: Kim Sang-woo (Rep. Korea) |
| 2 februari 2016 19:30 uur (UTC+7) | Strafschoppen                     |              |                                    | Thunderdomestadion, Pak Kret Toeschouwers: 11.446 Scheidsrechter: Kim Sang-woo (Rep. Korea) |
| 2 februari 2016 19:30 uur (UTC+7) | Cleiton Augusto Peerapat Sarach   | 3 – 0        | Pereyra Díaz Marcos António Hariss | Thunderdomestadion, Pak Kret Toeschouwers: 11.446 Scheidsrechter: Kim Sang-woo (Rep. Korea) |

### Play-offronde
In de play-offronde speelden de vier winnaars van de tweede voorronde plus twaalf teams die in deze ronde instroomden voor acht plaatsen in de groepsfase. De wedstrijden werden gespeeld op 9 februari.
| Thuisploeg         | Score                   | Uitploeg                   |
| ------------------ | ----------------------- | -------------------------- |
| Ittihad FC         | 2 – 1                   | Al-Wehdat SC               |
| Bunyodkor PFK      | 2 – 0                   | Al-Shabab Club             |
| Al-Jazira Club     | 2 – 2 n.v. (5 – 4 n.s.) | Al-Sadd SC                 |
| Naft Tehran FC     | 0 – 2                   | El Jaish SC                |
| FC Tokyo           | 9 – 0                   | Chonburi FC                |
| Adelaide United FC | 1 – 2                   | Shandong Luneng Taishan FC |
| Shanghai SIPG FC   | 3 – 0                   | Muangthong United          |
| FC Pohang Steelers | 3 – 0                   | Hà Nội T&T FC              |

|                                   |                    |                                   |               | |
| 9 februari 2016 14:00 uur (UTC+9) | FC Pohang Steelers | 3 – 0                             | Hà Nội T&T FC | Steelyardstadion, Pohang Toeschouwers: 2877 Scheidsrechter: Muhammad Taqi Aljaafari Bin Jahari (Singapore) |
| 9 februari 2016 14:00 uur (UTC+9) | Sim 35', 62', 84'  | Verslag (AFC) Verslag (Soccerway) |               | Steelyardstadion, Pohang Toeschouwers: 2877 Scheidsrechter: Muhammad Taqi Aljaafari Bin Jahari (Singapore) |

|                                       |                    |                                   |                            |                                                                                                   |
| 9 februari 2016 19:30 uur (UTC+10:30) | Adelaide United FC | 1 – 2                             | Shandong Luneng Taishan FC | Hindmarsh Stadium, Charles Sturt, Adelaide Toeschouwers: 8487 Scheidsrechter: Minoru Tōjō (Japan) |
| 9 februari 2016 19:30 uur (UTC+10:30) | Cirio 90'          | Verslag (AFC) Verslag (Soccerway) | 17' Yang 39' Tardelli      | Hindmarsh Stadium, Charles Sturt, Adelaide Toeschouwers: 8487 Scheidsrechter: Minoru Tōjō (Japan) |

|                                   | |                                   |             |                                                                                      |
| 9 februari 2016 19:30 uur (UTC+9) | FC Tokyo | 9 – 0                             | Chonburi FC | Tokiostadion, Tokio Toeschouwers: 10.801 Scheidsrechter: Kim Jong-hyeok (Rep. Korea) |
| 9 februari 2016 19:30 uur (UTC+9) | Careca 6' (e.d.) Abe 9' Higashi 34' Maeda 54' Yonemoto 55' Mizunuma 61' Kawano 73', 90+2' (pen.) Cholratit 84' (e.d.) | Verslag (AFC) Verslag (Soccerway) |             | Tokiostadion, Tokio Toeschouwers: 10.801 Scheidsrechter: Kim Jong-hyeok (Rep. Korea) |

|                                   |                       |                                   |                      |                                                                                        |
| 9 februari 2016 19:30 uur (UTC+8) | Shanghai SIPG FC      | 3 – 0                             | Muangthong United FC | Shanghaistadion, Shanghai Toeschouwers: 25.136 Scheidsrechter: Peter Green (Australië) |
| 9 februari 2016 19:30 uur (UTC+8) | Wu 45', 88' Conca 83' | Verslag (AFC) Verslag (Soccerway) |                      | Shanghaistadion, Shanghai Toeschouwers: 25.136 Scheidsrechter: Peter Green (Australië) |

|                                   |                    |                                   |                |                                                                                           |
| 9 februari 2016 17:00 uur (UTC+5) | Bunyodkor PFK      | 2 – 0                             | Al-Shabab Club | Bunyodkor Stadioni, Tasjkent Toeschouwers: 9485 Scheidsrechter: Kim Dong-jin (Rep. Korea) |
| 9 februari 2016 17:00 uur (UTC+5) | Shomurodov 2', 35' | Verslag (AFC) Verslag (Soccerway) |                | Bunyodkor Stadioni, Tasjkent Toeschouwers: 9485 Scheidsrechter: Kim Dong-jin (Rep. Korea) |

|                                      |                |                                   |                               |                                                                                              |
| 9 februari 2016 18:00 uur (UTC+3:30) | Naft Tehran FC | 0 – 2                             | El Jaish SC                   | Azadistadion, Teheran Toeschouwers: 3860 Scheidsrechter: Mohd Amirul Izwan Yaacob (Maleisië) |
| 9 februari 2016 18:00 uur (UTC+3:30) |                | Verslag (AFC) Verslag (Soccerway) | 63' Hamdallah 90+3' Romarinho | Azadistadion, Teheran Toeschouwers: 3860 Scheidsrechter: Mohd Amirul Izwan Yaacob (Maleisië) |

|                                   |                                                                                   |                                   |                                                                           |                                                                                    |
| 9 februari 2016 20:15 uur (UTC+4) | Al-Jazira Club                                                                    | 2 – 2 (n.v.)                      | Al-Sadd SC                                                                | Mohammed Bin Zayidstadion, Abu Dhabi Scheidsrechter: Ravshan Ermatov (Oezbekistan) |
| 9 februari 2016 20:15 uur (UTC+4) | Jones 45' Mabkhout 65'                                                            | Verslag (AFC) Verslag (Soccerway) | 22', 88' Sanhaji                                                          | Mohammed Bin Zayidstadion, Abu Dhabi Scheidsrechter: Ravshan Ermatov (Oezbekistan) |
| 9 februari 2016 20:15 uur (UTC+4) | Strafschoppen                                                                     |                                   |                                                                           | Mohammed Bin Zayidstadion, Abu Dhabi Scheidsrechter: Ravshan Ermatov (Oezbekistan) |
| 9 februari 2016 20:15 uur (UTC+4) | Mabkhout Fares Jumaa Salim Rashid Obaid Al-Shami Thiago Neves Park Abdullah Mousa | 5 – 4                             | Xavi Hernández Hassan Al Haidos Pedro Pouraliganji Belhadj Hassan Sanhaji | Mohammed Bin Zayidstadion, Abu Dhabi Scheidsrechter: Ravshan Ermatov (Oezbekistan) |

|                                   |                               |                                   |              |                                                                                                  |
| 9 februari 2016 20:20 uur (UTC+3) | Ittihad FC                    | 2 – 1                             | Al-Wehdat SC | King Abdullah Sports City, Djedda Toeschouwers: 58.555 Scheidsrechter: Nawaf Shukralla (Bahrein) |
| 9 februari 2016 20:20 uur (UTC+3) | Rivas 17' Fallatah 45' (pen.) | Verslag (AFC) Verslag (Soccerway) | 11' Tall     | King Abdullah Sports City, Djedda Toeschouwers: 58.555 Scheidsrechter: Nawaf Shukralla (Bahrein) |

## Groepsfase
In de groepsfase speelden de acht winnaars van de eerste ronde plus 24 direct geplaatste clubs in acht groepen van vier clubs een minicompetitie. De groepswinnaars en de nummers twee kwalificeerden zich voor de achtste finales. De wedstrijden werden tussen 24 februari en 6 mei 2016 gespeeld. De West-Aziatische teams speelden in Groep A tot en met D en de Oost-Aziatische teams in Groep E tot en met H.
Indien meerdere clubs gelijk eindigden, werd er gekeken naar het onderlinge resultaat (eerst keek men naar de onderling behaalde punten en dan naar het onderlinge doelsaldo, gemaakte doelpunten en gemaakte uitdoelpunten). Was er dan nog steeds een gelijke stand, dan waren het doelsaldo en de gemaakte doelpunten in alle wedstrijden het volgende criterium. Leverde dit geen beslissing op en speelden de gelijke clubs tegen elkaar, dan werden er strafschoppen genomen. Speelden de gelijke clubs niet tegen elkaar, dan keek men naar het fair-playklassement Indien er nu nog steeds clubs gelijk stonden, werd club uit het beste land (volgens de AFC-ranglijst) hoger geplaatst.

### Groep A
| Nr. | Club               | Wedstrijden | Wedstrijden | Wedstrijden | Wedstrijden | Doelpunten | Doelpunten | Doelpunten | Punten |
| --- | ------------------ | ----------- | ----------- | ----------- | ----------- | ---------- | ---------- | ---------- | ------ |
| Nr. | Club               | G           | W           | G           | V           | V          | T          | Saldo      | Punten |
| 1   | Lokomotiv Toshkent | 6           | 2           | 4           | 0           | 6          | 3          | +3         | 10     |
| 2   | Al-Nasr SC         | 6           | 2           | 3           | 1           | 5          | 4          | +1         | 9      |
| 3   | Ittihad FC         | 6           | 2           | 3           | 1           | 9          | 4          | +5         | 9      |
| 4   | Sepahan FC         | 6           | 1           | 0           | 5           | 2          | 11         | –9         | 3      |

| Uitploeg →    | Ittihad | Sepahan | Lokom. | Nasr  |
| Thuisploeg ↓  | Ittihad | Sepahan | Lokom. | Nasr  |
| ------------- | ------- | ------- | ------ | ----- |
| Ittihad       |         | 4 – 0   | 1 – 1  | 1 – 2 |
| Sepahan       | 0 – 2   |         | 0 – 2  | 2 – 0 |
| Lok. Toshkent | 1 – 1   | 1 – 0   |        | 0 – 0 |
| Al-Nasr       | 0 – 0   | 2 – 0   | 1 – 1  |       |

### Groep B
| Nr. | Club          | Wedstrijden | Wedstrijden | Wedstrijden | Wedstrijden | Doelpunten | Doelpunten | Doelpunten | Punten |
| --- | ------------- | ----------- | ----------- | ----------- | ----------- | ---------- | ---------- | ---------- | ------ |
| Nr. | Club          | G           | W           | G           | V           | V          | T          | Saldo      | Punten |
| 1   | Zob Ahan FC   | 6           | 4           | 2           | 0           | 12         | 2          | +10        | 14     |
| 2   | Lekhwiya SC   | 6           | 2           | 3           | 1           | 7          | 2          | +5         | 9      |
| 3   | Al-Nassr FC   | 6           | 1           | 2           | 3           | 5          | 14         | –9         | 5      |
| 4   | Bunyodkor PFK | 6           | 0           | 3           | 3           | 5          | 11         | –6         | 3      |

| Uitploeg →   | Nassr | Zob Ahan | Bunyodk. | Lekhw. |
| Thuisploeg ↓ | Nassr | Zob Ahan | Bunyodk. | Lekhw. |
| ------------ | ----- | -------- | -------- | ------ |
| Al-Nassr     |       | 0 – 3    | 3 – 3    | 1 – 1  |
| Zob Ahan     | 3 – 0 |          | 5 – 2    | 0 – 0  |
| Bunyodkor    | 0 – 1 | 0 – 0    |          | 0 – 2  |
| Lekhwiya     | 4 – 0 | 0 – 1    | 0 – 0    |        |

### Groep C
| Nr. | Club            | Wedstrijden | Wedstrijden | Wedstrijden | Wedstrijden | Doelpunten | Doelpunten | Doelpunten | Punten |
| --- | --------------- | ----------- | ----------- | ----------- | ----------- | ---------- | ---------- | ---------- | ------ |
| Nr. | Club            | G           | W           | G           | V           | V          | T          | Saldo      | Punten |
| 1   | Tractor Sazi FC | 6           | 4           | 0           | 2           | 10         | 3          | +7         | 12     |
| 2   | Al-Hilal FC     | 6           | 3           | 2           | 1           | 10         | 7          | +3         | 11     |
| 3   | Paxtakor FK     | 6           | 3           | 1           | 2           | 10         | 9          | +1         | 10     |
| 4   | Al-Jazira Club  | 6           | 0           | 1           | 5           | 2          | 13         | –11        | 1      |

| Uitploeg →   | Hilal | Tr. Sazi | Paxtakor | Al-Jazira |
| Thuisploeg ↓ | Hilal | Tr. Sazi | Paxtakor | Al-Jazira |
| ------------ | ----- | -------- | -------- | --------- |
| Al-Hilal     |       | 0 – 2    | 4 – 1    | 1 – 0     |
| Tractor Sazi | 1 – 2 |          | 2 – 0    | 4 – 0     |
| Paxtakor     | 2 – 2 | 1 – 0    |          | 3 – 0     |
| Al-Jazira    | 1 – 1 | 0 – 1    | 1 – 3    |           |

### Groep D
| Nr. | Club        | Wedstrijden | Wedstrijden | Wedstrijden | Wedstrijden | Doelpunten | Doelpunten | Doelpunten | Punten |
| --- | ----------- | ----------- | ----------- | ----------- | ----------- | ---------- | ---------- | ---------- | ------ |
| Nr. | Club        | G           | W           | G           | V           | V          | T          | Saldo      | Punten |
| 1   | El Jaish SC | 6           | 3           | 1           | 2           | 6          | 8          | –2         | 10     |
| 2   | Al-Ain FC   | 6           | 3           | 1           | 2           | 8          | 6          | +2         | 10     |
| 3   | Al-Ahli SFC | 6           | 3           | 0           | 3           | 10         | 7          | +3         | 9      |
| 4   | FK Nasaf    | 6           | 1           | 2           | 3           | 4          | 7          | –3         | 5      |

| Uitploeg →   | Ahli  | Nasaf | Ain   | Jaish |
| Thuisploeg ↓ | Ahli  | Nasaf | Ain   | Jaish |
| ------------ | ----- | ----- | ----- | ----- |
| Al-Ahli      |       | 2 – 1 | 1 – 2 | 2 – 0 |
| Nasaf        | 2 – 1 |       | 1 – 1 | 0 – 0 |
| Al-Ain       | 1 – 0 | 2 – 0 |       | 1 – 2 |
| El Jaish     | 1 – 4 | 1 – 0 | 2 – 1 |       |

### Groep E
| Nr. | Club              | Wedstrijden | Wedstrijden | Wedstrijden | Wedstrijden | Doelpunten | Doelpunten | Doelpunten | Punten |
| --- | ----------------- | ----------- | ----------- | ----------- | ----------- | ---------- | ---------- | ---------- | ------ |
| Nr. | Club              | G           | W           | G           | V           | V          | T          | Saldo      | Punten |
| 1   | Jeonbuk H. Motors | 6           | 3           | 1           | 2           | 13         | 9          | +4         | 10     |
| 2   | FC Tokyo          | 6           | 3           | 1           | 2           | 8          | 8          | 0          | 10     |
| 3   | Jiangsu Suning FC | 6           | 2           | 3           | 1           | 10         | 7          | +3         | 9      |
| 4   | Bình Dương FC     | 6           | 1           | 1           | 4           | 6          | 13         | –7         | 4      |

| Uitploeg →   | Jeonbuk | Tokyo | Jiangsu | B. Dương |
| Thuisploeg ↓ | Jeonbuk | Tokyo | Jiangsu | B. Dương |
| ------------ | ------- | ----- | ------- | -------- |
| Jeonbuk      |         | 2 – 1 | 2 – 2   | 2 – 0    |
| Tokyo        | 0 – 3   |       | 0 – 0   | 3 – 1    |
| Jiangsu      | 3 – 2   | 1 – 2 |         | 3 – 0    |
| Bình Dương   | 3 – 2   | 1 – 2 | 1 – 1   |          |

### Groep F
| Nr. | Club                | Wedstrijden | Wedstrijden | Wedstrijden | Wedstrijden | Doelpunten | Doelpunten | Doelpunten | Punten |
| --- | ------------------- | ----------- | ----------- | ----------- | ----------- | ---------- | ---------- | ---------- | ------ |
| Nr. | Club                | G           | W           | G           | V           | V          | T          | Saldo      | Punten |
| 1   | FC Seoul            | 6           | 4           | 1           | 1           | 17         | 5          | +12        | 13     |
| 2   | Shandong Luneng T.  | 6           | 3           | 2           | 1           | 7          | 5          | +2         | 11     |
| 3   | Sanfrecce Hiroshima | 6           | 3           | 0           | 3           | 9          | 8          | +1         | 9      |
| 4   | Buriram United FC   | 6           | 0           | 1           | 5           | 1          | 16         | –15        | 1      |

| Uitploeg →   | Seoul | Sanfr. | Shand. | Buriram |
| Thuisploeg ↓ | Seoul | Sanfr. | Shand. | Buriram |
| ------------ | ----- | ------ | ------ | ------- |
| Seoul        |       | 4 – 1  | 0 – 0  | 2 – 1   |
| Sanfrecce    | 2 – 1 |        | 1 – 2  | 3 – 0   |
| Shandong     | 1 – 4 | 1 – 0  |        | 3 – 0   |
| Buriram Utd. | 0 – 6 | 0 – 2  | 0 – 0  |         |

### Groep G
| Nr. | Club                 | Wedstrijden | Wedstrijden | Wedstrijden | Wedstrijden | Doelpunten | Doelpunten | Doelpunten | Punten |
| --- | -------------------- | ----------- | ----------- | ----------- | ----------- | ---------- | ---------- | ---------- | ------ |
| Nr. | Club                 | G           | W           | G           | V           | V          | T          | Saldo      | Punten |
| 1   | Shanghai SIPG FC     | 6           | 4           | 0           | 2           | 10         | 8          | +2         | 12     |
| 2   | Melbourne Victory FC | 6           | 2           | 3           | 1           | 7          | 7          | 0          | 9      |
| 3   | Suwon Bluewings FC   | 6           | 2           | 3           | 1           | 7          | 4          | +3         | 9      |
| 4   | Gamba Osaka          | 6           | 0           | 2           | 4           | 4          | 9          | –5         | 2      |

| Uitploeg →    | Suwon | Gamba | Victory | SIPG  |
| Thuisploeg ↓  | Suwon | Gamba | Victory | SIPG  |
| ------------- | ----- | ----- | ------- | ----- |
| Suwon         |       | 0 – 0 | 1 – 1   | 3 – 0 |
| Gamba Osaka   | 1 – 2 |       | 1 – 1   | 0 – 2 |
| Mel. Victory  | 0 – 0 | 2 – 1 |         | 2 – 1 |
| Shanghai SIPG | 2 – 1 | 2 – 1 | 3 – 1   |       |

### Groep H
| Nr. | Club               | Wedstrijden | Wedstrijden | Wedstrijden | Wedstrijden | Doelpunten | Doelpunten | Doelpunten | Punten |
| --- | ------------------ | ----------- | ----------- | ----------- | ----------- | ---------- | ---------- | ---------- | ------ |
| Nr. | Club               | G           | W           | G           | V           | V          | T          | Saldo      | Punten |
| 1   | Sydney FC          | 6           | 3           | 1           | 2           | 4          | 4          | 0          | 10     |
| 2   | Urawa Red Diamonds | 6           | 2           | 3           | 1           | 6          | 4          | +2         | 9      |
| 3   | Guangzhou Evergr.  | 6           | 2           | 2           | 2           | 6          | 5          | +1         | 8      |
| 4   | FC Pohang Steelers | 6           | 1           | 2           | 3           | 2          | 5          | –3         | 5      |

| Uitploeg →      | Pohang | Urawa | Sydney | Guangzh. |
| Thuisploeg ↓    | Pohang | Urawa | Sydney | Guangzh. |
| --------------- | ------ | ----- | ------ | -------- |
| Pohang Steelers |        | 1 – 0 | 0 – 1  | 0 – 2    |
| Urawa R.D.      | 1 – 1  |       | 2 – 0  | 1 – 0    |
| Sydney          | 1 – 0  | 0 – 0 |        | 2 – 1    |
| Guangzhou       | 0 – 0  | 2 – 2 | 1 – 0  |          |

## Knock-outfase
De zestien geplaatste ploegen spelen in de knock-outfase om de titel. In elke ronde worden teams uit Groep A-D (het westen) en teams uit Groep E-H (het oosten) uit elkaar gehouden. Pas in de finale kan (en zal) een oostelijk team tegen een westelijk team spelen. Elke wedstrijd (ook de finale) zal beslist worden in een thuis- en een uitduel.
Tijdens de loting voor de achtste finales konden teams uit dezelfde groep elkaar niet treffen: elke groepswinnaar speelt tegen een nummer 2 uit een andere groep, waarbij de groepswinnaar de tweede wedstrijd thuis speelt. Omdat deze loting gelijktijdig met de groepsfase werd verricht, kan het gebeuren dat teams uit hetzelfde land tegen elkaar moeten. Ook in de volgende rondes kunnen teams uit hetzelfde land tegen elkaar loten.
De winnaar van elke wedstrijd is de ploeg die over twee wedstrijden het meeste doelpunten heeft gemaakt. Als beide teams evenveel doelpunten hebben gemaakt, dan gaat de uitdoelpuntenregel in werking. Eindigen beide wedstrijden in dezelfde uitslag, dan volgt er een verlenging. Als de ploegen daarin allebei even vaak scoren (de uitdoelpuntenregel telt in de verlenging niet meer), dan worden er strafschoppen genomen.

### Achtste finales
De wedstrijden werden gespeeld op 17 en 18 mei (heen) en op 24 en 25 mei (terug).
| Team 1             | Tot.      | Team 2             | 1e wedstr. | 2e wedstr.   |
| ------------------ | --------- | ------------------ | ---------- | ------------ |
| Al-Hilal           | 1 – 2     | Lokomotiv Tasjkent | 0 – 0      | 1 – 2        |
| Al-Nasr SC         | 5 – 4     | Tractor Sazi FC    | 4 – 1      | 1 – 3        |
| Melbourne Victory  | 2 – 3     | Jeonbuk Motors     | 1 – 1      | 1 – 2        |
| FC Tokyo           | 2 – 2 (u) | Shanghai SIPG      | 2 – 1      | 0 – 1        |
| Al Ain FC          | 3 – 1     | Zob Ahan FC        | 1 – 1      | 2 – 0        |
| Lekhwiya SC        | 4 – 6     | El Jaish           | 0 – 4      | 4 – 2        |
| Urawa Red Diamonds | 3 – 3 (p) | FC Seoul           | 1 – 0      | 2 – 3 (n.v.) |
| Shandong Luneng    | 3 – 3 (u) | Sydney FC          | 1 – 1      | 2 – 2        |

### Kwartfinales
De wedstrijden worden gespeeld op 23 en 24 augustus (heen) en op 13 en 14 september (terug).
| Team 1        | Tot. | Team 2             | 1e wedstr. | 2e wedstr. |
| ------------- | ---- | ------------------ | ---------- | ---------- |
| Al Ain FC     | 1–0  | Lokomotiv Tasjkent | 0–0        | 1–0        |
| El Jaish      | 4–0  | Al-Nasr SC         | 3–0        | 1–0        |
| Shanghai SIPG | 0–5  | Jeonbuk Motors     | 0–0        | 0–5        |
| FC Seoul      | 4–2  | Shandong Luneng    | 3–1        | 1–1        |

### Halve finales
De wedstrijden worden gespeeld op 27 en 28 september (heen) en op 18 en 19 oktober (terug).
| Team 1                 | Tot. | Team 2   | 1e wedstr. | 2e wedstr. |
| ---------------------- | ---- | -------- | ---------- | ---------- |
| Al Ain FC              | 5-3  | El Jaish | 3-1        | 2-2        |
| Jeonbuk Hyundai Motors | 5-3  | FC Seoul | 4-1        | 1-2        |

### Finale
|                              |                          |     |                            |                                                               |
| 19 november 2016 19:00 UTC+9 | Jeonbuk Hyundai Motors   | 2–1 | Al Ain FC                  | Jeonju World Cup Stadium, Jeonju Scheidsrechter: Ahmed Al-Kaf |
| 19 november 2016 19:00 UTC+9 | Leonardo 70', 77' (pen.) |     | Danilo Moreno Asprilla 65' | Jeonju World Cup Stadium, Jeonju Scheidsrechter: Ahmed Al-Kaf |

|                              |                   |     |                        |                                                            |
| 26 november 2016 18:30 UTC+4 | Al Ain FC         | 1–1 | Jeonbuk Hyundai Motors | Hazza Bin Zayed Stadion, Al Ain Scheidsrechter: Ryuji Sato |
| 26 november 2016 18:30 UTC+4 | Lee Myung-joo 34' |     | Han Kyo-won 29'        | Hazza Bin Zayed Stadion, Al Ain Scheidsrechter: Ryuji Sato |

 Jeonbuk Hyundai Motors FC wint met 3-2 over twee wedstrijden.
| Winnaar AFC Champions League 2016 |
| --------------------------------- |
| Jeonbuk Hyundai Motors 2e titel   |